# Louisburg (Minnesota)
Louisburg – miasto w Stanach Zjednoczonych, w stanie Minnesota, w hrabstwie Lac qui Parle.